# 松原信吾
松原 信吾（まつばら しんご、1947年1月6日 - 2022年8月18日）は、日本の映画監督・演出家。

## 経歴
東京都世田谷区出身。早稲田大学第一法学部を卒業後、松竹大船撮影所に助監督として入社。「なんとなく、クリスタル」で監督デビューし、「青春かけおち篇」を監督後松竹を退社。木下プロダクションに移籍しテレビドラマに活動の場を移す。

## 作品

### 映画
- なんとなく、クリスタル（1981年）
- 青春かけおち篇（1987年）
- 築地魚河岸三代目（2008年）

### オリジナルビデオ
- 初体験物語2（1992年）
- 吉本軍団激烈バカ（1992年）

### テレビ
- せつない春
- 奈良へ行くまで 夫が汚職に踏み切る時
- 小さな駅で降りる
- 香港明星迷
- それぞれの断崖
- 金のたまご
- ニュースキャスター 霞涼子
- 本当と嘘とテキーラ
- 刑事追う!
- ウルトラマンティガ
- 愛とは決して後悔しないこと
- クニさんちの魔女たち
- 木曜日の食卓
- 夜の終る時
- 河井継之助 駆け抜けた蒼龍
- 松本清張サスペンス 黒い画集・証言
- 松本清張七回忌特別企画・薄化粧の男
- 松本清張特別企画・わるいやつら
- 松本清張没後10年特別企画・たづたづし
- 松本清張特別企画・黒い画集～紐
- 竜馬がゆく(2004年版)
- 壬生義士伝
- 再捜査刑事・片岡悠介